# Resolución 2623 del Consejo de Seguridad de las Naciones Unidas
La Resolución 2623 del Consejo de Seguridad de las Naciones Unidas fue adoptada el 27 de febrero de 2022. Según la resolución, el Consejo de Seguridad vota a favor de la Asamblea General especial sobre Ucrania. También pide una reunión de emergencia para la crisis en Ucrania. Como se trata de una resolución de procedimiento, ningún miembro permanente puede ejercer su poder de veto.
Rusia votó en contra, mientras que China, India y los Emiratos Árabes Unidos se abstuvieron de votar.

## Fundamento
La Resolución 377 de la Asamblea General de las Naciones Unidas la resolución «Unidos por la Paz», adoptada el 3 de noviembre de 1950, establece que en cualquier caso en que el Consejo de Seguridad, debido a la falta de unanimidad entre sus cinco miembros permanentes (P5), no actúe según lo requerido para mantener la paz y la seguridad internacionales, la Asamblea General examinará el asunto de inmediato y podrá formular recomendaciones apropiadas a los miembros de las Naciones Unidas sobre medidas colectivas, incluido el uso de la fuerza armada cuando sea necesario, a fin de mantener o restablecer la paz y la seguridad internacionales.
La resolución 2623 fue la 13° vez que se invocó la resolución Unidos por la Paz para convocar un período de sesiones de emergencia de la Asamblea General, incluida la 8° invocación de este tipo por parte del Consejo de Seguridad.

## Votación
| Aprobado (11) | Abstenciones (3)                         | Opuesto (1) |
| --- | ---------------------------------------- | ----------- |
| - Albania - Brasil - Francia - Gabón - Ghana - Irlanda - Kenia - México - Noruega - Reino Unido - Estados Unidos | - China - India - Emiratos Árabes Unidos | - Rusia     |

- Los miembros permanentes del Consejo de Seguridad están en negrita.